# Шубины (Орловский район)
 Шубины  — опустевшая деревня в Орловском районе Кировской области. Входит в состав Орловского сельского поселения.

## География
Расположена на расстоянии примерно 8 км по прямой на запад от райцентра города Орлова.

## История
Известна с 1763 года как займищеТихона Мостовицкого с 9 жителями, в 1802 3 двора. В 1873 году здесь дворов 6 и жителей 44, в 1905 (починок Тихона Мостовицкого или Шубины ) 4 и 17, в 1926 (деревня Шубины или Тихона Мостовицкого) 5 и 24, в 1950 6 и 19, в 1989 4 жителя. С 2006 по 2011 год входила в состав Подгороднего сельского поселения. По состоянию на 2020 год опустела.

## Население
| 2010 |
| ---- |
| 1    |

Постоянное население составляло 2 человека (русские 100%) в 2002 году, 1 в 2010.